# Liste der Baudenkmale in Hohenselchow-Groß Pinnow
In der Liste der Baudenkmale in Hohenselchow-Groß Pinnow sind alle Baudenkmale der brandenburgischen Gemeinde Hohenselchow-Groß Pinnow und ihrer Ortsteile aufgelistet. Grundlage ist die Veröffentlichung der Landesdenkmalliste mit dem Stand vom 31. Dezember 2022.

## Baudenkmale in den Ortsteilen
In den Spalten befinden sich folgende Informationen:
- ID-Nr.: Die Nummer wird vom Brandenburgischen Landesamt für Denkmalpflege vergeben. Ein Link hinter der Nummer führt zum Eintrag über das Denkmal in der Denkmaldatenbank. In dieser Spalte kann sich zusätzlich das Wort Wikidata befinden, der entsprechende Link führt zu Angaben zu diesem Denkmal bei Wikidata.
- Lage: die Adresse des Denkmales und die geographischen Koordinaten. Link zu einem Kartenansichtstool, um Koordinaten zu setzen. In der Kartenansicht sind Denkmale ohne Koordinaten mit einem roten beziehungsweise orangen Marker dargestellt und können in der Karte gesetzt werden. Denkmale ohne Bild sind mit einem blauen bzw. roten Marker gekennzeichnet, Denkmale mit Bild mit einem grünen beziehungsweise orangen Marker.
- Bezeichnung: Bezeichnung in den offiziellen Listen des Brandenburgischen Landesamtes für Denkmalpflege. Ein Link hinter der Bezeichnung führt zum Wikipedia-Artikel über das Denkmal.
- Beschreibung: die Beschreibung des Denkmales
- Bild: ein Bild des Denkmales und gegebenenfalls einen Link zu weiteren Fotos des Baudenkmals im Medienarchiv Wikimedia Commons

### Groß Pinnow
| ID-Nr.                           | Lage                           | Bezeichnung | Beschreibung | Bild               |
| -------------------------------- | ------------------------------ | ----------- | --- | ------------------ |
| 09130481 Wikidata                | Hohenselchower Straße 1 (Lage) | Kirche      | Die evangelische Kirche stammt aus der zweiten Hälfte des 13. Jahrhunderts. Der Turm stammt aus dem Jahre 1727. Das Altarretabel aus Holz wurde im Jahre 1756 erstellt, im Mittelfeld befindet sich ein Kruzifix. | weitere Bilder     |
| 09131007 Teilobjekt zu: 09130481 | Hohenselchower Straße 1 ()     | Orgel       | | ein Bild hochladen |

### Hohenselchow
| ID-Nr.                           | Lage                           | Bezeichnung                                          | Beschreibung | Bild                                                 |
| -------------------------------- | ------------------------------ | ---------------------------------------------------- | --- | ---------------------------------------------------- |
| 09130240                         | Heinrichshofer Straße 3 (Lage) | Gutshaus mit Wirtschaftsgebäude und Resten des Parks | Das ehemalige Gutshaus stammt im Kern aus dem Anfang des 18. Jahrhunderts. | Gutshaus mit Wirtschaftsgebäude und Resten des Parks |
| 09131660 Teilobjekt zu: 09130240 | Heinrichshofer Straße ()       | Stall                                                | | ein Bild hochladen                                   |
| 09130514 Wikidata                | Nebenstraße 17 (Lage)          | Kirche                                               | Die evangelische Kirche stammt aus der Mitte des 13. Jahrhunderts. Im Zweiten Weltkrieg wurde die Kirche weitgehend zerstört und bis 1963 restauriert. Erhalten sind im Inneren drei Skulpturen der Evangelisten aus dem Jahre 1710. | weitere Bilder                                       |
| 09131777 Teilobjekt zu: 09130514 | Nebenstraße 17 ()              | Taufengel                                            | | ein Bild hochladen                                   |
| 09131051 Teilobjekt zu: 09130514 | Nebenstraße 17 ()              | Orgel                                                | | ein Bild hochladen                                   |
| 09132064                         | Nebenstraße 18 (Lage)          | Wohnhaus und zwei Wirtschaftsgebäude                 | | BW                                                   |
| 09132065 Teilobjekt zu: 09132064 | Nebenstraße 18 ()              | Stall                                                | | ein Bild hochladen                                   |
| 09132066 Teilobjekt zu: 09132064 | Nebenstraße 18 ()              | Stall                                                | | ein Bild hochladen                                   |